# Isabella Rauti
Isabella Rauti (Roma, 17 novembre 1962) è una politica italiana, dal 23 marzo 2018 senatrice della Repubblica per Fratelli d'Italia e dal 2 novembre 2022 sottosegretario di Stato al Ministero della difesa nel governo Meloni.

## Biografia
Nata il 17 novembre 1962 a Roma, dove tuttora vive, è figlia del calabrese Pino Rauti, segretario del Movimento Sociale Italiano dal 1990 al 1991, nonché ex moglie dell'ex sindaco di Roma Gianni Alemanno, dal quale ha avuto un figlio, Manfredi, nato nel 1995.
Dopo essersi diplomata al liceo classico, si è laureata presso l'Università Maria Santissima Assunta, prima in materie letterarie e poi in pedagogia, conseguendo successivamente il dottorato di ricerca in pedagogia presso l'Università degli Studi Roma Tre.
Dal 2000 è una giornalista professionista.

## Attività politica
Sin da giovane aderisce al Fronte della Gioventù, l'organizzazione giovanile del Movimento Sociale Italiano, all'interno del quale ricopre l'incarico di Responsabile provinciale cultura e formazione quadri. Nel 1987 entra a far parte del Comitato Centrale del MSI. Al suo scioglimento, avvenuto nel 1995 con la svolta di Fiuggi, segue il padre nel suo Movimento Sociale Fiamma Tricolore (MSFT).
Alle elezioni politiche del 1996 viene candidata alla Camera dei deputati da MSFT nel collegio uninominale di Roma Centro, ottenendo il 4,29%, insufficiente per le elezioni. Non ha successo neanche alle elezioni europee del 1999 nella circoscrizione Italia centrale, nonostante le 12.176 preferenze.
Alle elezioni amministrative del 2001 si candida alla carica di sindaco di Roma per la Fiamma Tricolore, collocandosi sesta al primo turno senza quindi entrare in consiglio comunale.
Entrerà in Alleanza Nazionale nel 2004. Nel 2009 confluisce nel Popolo della Libertà.
Alle elezioni regionali nel Lazio del 2010 viene eletta consigliere regionale nel listino bloccato del candidato presidente Renata Polverini ed è nominata Segretaria del Consiglio.
Il 16 novembre 2013, con la sospensione delle attività del Popolo della Libertà, fonda il movimento politico di destra Prima l'Italia, che nel 2014 aderisce a Fratelli d'Italia (FdI).

### Elezione a senatrice
Alle elezioni politiche del 2018 viene candidata al Senato della Repubblica nel collegio uninominale Lombardia - 18 (Mantova), sostenuta dalla coalizione di centro-destra in quota FdI, venendo eletta senatrice con il 44,42% dei voti e superando i candidati del centro-sinistra, in quota Alternativa Popolare, Paolo Alli (25,24%) e del Movimento 5 Stelle Debora Carra (23,45%). Nella XVIII legislatura della Repubblica è stata componente della 4ª Commissione Difesa, della Commissione straordinaria per la tutela e la promozione dei diritti umani del Senato, della Commissione parlamentare di inchiesta sul femminicidio, nonché su ogni forma di violenza di genere e della Commissione per la biblioteca e per l'archivio storico, oltre a ricoprire l'incarico di vice-capogruppo vicario del gruppo parlamentare di Fratelli d'Italia al Senato.

### Sottosegretario alla difesa
Alle elezioni politiche anticipate del 2022 viene ricandidata al Senato per Fratelli d'Italia sia nel collegio uninominale Lombardia - 04 (Sesto San Giovanni), sostenuta dalla coalizione di centro-destra, che nei collegi plurinominali come capolista nel Veneto - 02 e in seconda posizione nel Lazio - 02 e Puglia - 01; verrà eletta nell'uninominale con il 45,29% dei voti e superando il principale candidato del centro-sinistra, in quota Partito Democratico-IDP, Emanuele Fiano (30,93%). Nella XIX legislatura, dopo essere stata brevemente vice-capogruppo vicario di Fratelli d'Italia al Senato, è componente della 10ª Commissione Affari sociali, sanità, lavoro pubblico e privato, previdenza sociale, sostituita da Domenica Spinelli prima e Gianni Berrino poi.
Con la vittoria del centro-destra alle politiche del 2022 e la seguente nascita del governo presieduto da Giorgia Meloni, il 31 ottobre 2022 viene indicata dal Consiglio dei Ministri come sottosegretario di Stato al Ministero della difesa nel governo Meloni, entrando in carica dal 2 novembre e affiancando il ministro Guido Crosetto, ottenendo poi le deleghe all'esercito, all'operazione Strade sicure, alla formazione del personale civile e militare, alle parità di genere e pari opportunità, alle attività sportive militari, alle politiche per la disabilità, al Corpo militare della Croce Rossa Italiana e al Corpo delle infermiere volontarie, le materie riguardanti l'associazione dei Cavalieri del Sovrano Militare Ordine di Malta e la nomina di rappresentanti della Difesa.

## Opere
- Campane a martello. La 'Vandea italiana': le insorgenze contadine antifrancesi nell'Italia centrale (1796-1799), ed. Marzorati, 1989.
- Gli angeli e la rivoluzione. Squadriste, intellettuali, madri, contadine: immagini inedite del fascismo femminile, ed. Settimo Sigillo, 1991
- Istituzioni politiche e rappresentanza femminile, ed. Pantheon, 2004.